# Уссо
Уссо (итал. Usseaux) — коммуна в Италии, располагается в регионе Пьемонт, в провинции Турин.
Население составляет 201 человек (2008 г.), плотность населения составляет 5 чел./км². Занимает площадь 37 км². Почтовый индекс — 10060. Телефонный код — 0121.
Покровителем коммуны почитается святой апостол Пётр, празднование 29 июня.

## Демография
Динамика населения:

## Администрация коммуны
- Официальный сайт: http://www.comune.usseaux.to.it